# Gilles Berolatti
Gilles Berolatti (n. 4 mai 1944, Paris, Franța sub ocupație nazistă) este un scrimer francez, medaliat olimpic. A participat la două ediții ale Jocurilor Olimpice (1968, 1972) în care a câștigat o medalie de aur și o medalie de bronz.